# Saint-Martin-sur-Oust
Saint-Martin-sur-Oust (bret. Sant-Varzhin-an-Oud) – miejscowość i gmina we Francji, w regionie Bretania, w departamencie Morbihan.
Według danych na rok 2010 gminę zamieszkiwało 1276 osób, a gęstość zaludnienia wynosiła 45 osób/km².